# Hoces del río Mira
Las hoces del río Mira son una serie de cañones con forma de hoz 
que el río Ojos de Moya / Mira, afluente del río Cabriel, ha ido creando en una zona de roca caliza en el municipio de Mira (provincia de Cuenca, España). 
Se trata de un espacio de interés ecológico con una abundante vegetación sumergida, que sirve de base ecológica para albergar una rica fauna piscícola. También alberga una extensa y rica vegetación rupícola y de ribera, que acoge a multitud de especies animales, propias de la serranía (ciervos, jabalíes, azores, águilas imperiales, buitres leonados, zorros, tejones, garduñas…)

## Zonas de Interés
- SL-06  Paseo botánico Hoces de Mira: Este sendero señalizado recorre un pequeño tramo de las Hoces del río Mira, discurriendo paralelo al río para luego ascender a la parte alta de los farallones y regresar al punto de partida de la Hoz. Su distancia y duración son de 2 kilómetros / 35 minutos aproximadamente, sin contemplar las paradas para observar la vegetación y el entorno. Folleto informativo
- GR-64  Recorrido Mira - Enguídanos: Esta bonita ruta, también señalizada, discurre la mayor parte del tiempo entre las paredes calizas y un espeso bosque. Su distancia y duración son de 25 kilómetros / 5,5 horas aproximadamente. Folleto informativo
- Yacimiento íbero de Los Castellares:: Por el camino de Hoya Hermoso, valle de gran belleza donde se cultivan cereales y viñas, se accede a un monte pedregoso donde alguna tribu celtíbera fortificó su asentamiento utilizando la propia roca del lugar como elemento primordial de defensa, desde donde dominar el horizonte.
- Viaducto de Mira: El viaducto del ferrocarril Valencia - Cuenca supera la expectación previa de cualquier visitante. Con cinco grandes arcos, todos ellos iguales, y un sexto de menor tamaño, la estructura salva el vacío que deja el cauce encañonado del río Mira, a pocos metros de un poblado abandonado, conocido por Villa Paz. Ruta en Wikiloc.
- El Charandel: Se trata de una pequeña aldea de hortelanos situada justo en el punto donde el río del Narboneta o Henarejos vierte sus aguas en el río Mira.